# Карл-Ерік Пальмер
Карл-Е́рік Па́льмер (швед. Karl-Erik Palmér, нар. 17 квітня 1929, Мальме — 2 лютого 2015, Мальме) — шведський футболіст, що грав на позиції півзахисника.

## Клубна кар'єра
У дорослому футболі дебютував 1948 року виступами за команду клубу «Мальме», в якій провів три сезони, взявши участь у 43 матчах чемпіонату.
Своєю грою за цю команду привернув увагу представників тренерського штабу італійського «Леньяно», до складу якого приєднався 1951 року. Відіграв за клуб з Леньяно наступні сім сезонів своєї ігрової кар'єри. Більшість часу, проведеного у складі «Леньяно», був основним гравцем команди.
Протягом 1958–1959 років захищав кольори команди клубу «Ювентус».
Завершив професійну ігрову кар'єру у клубі «Мальме», у складі якого свого часу починав грати у футбол. Прийшов до команди 1959 року, захищав її кольори до припинення виступів на професійному рівні у 1960.

## Виступи за збірну
1949 року дебютував в офіційних матчах у складі національної збірної Швеції. Протягом кар'єри у національній команді, яка тривала 4 роки, провів у формі головної команди країни 14 матчів, забивши 9 голів.
У складі збірної був учасником чемпіонату світу 1950 року у Бразилії, на якому команда здобула бронзові нагороди.

## Титули і досягнення
- Бронзовий призер чемпіонату світу: 1950